# شهرستان شینشاو
شهرستان شینشاو (به لاتین: Xinshao County) یک شهرستان‌های جمهوری خلق چین در چین است که در شاویانگ واقع شده‌است.